# Tipula stipata
Tipula stipata är en tvåvingeart som beskrevs av Alexander 1935. Tipula stipata ingår i släktet Tipula och familjen storharkrankar. Inga underarter finns listade i Catalogue of Life.